# St Mabyn
St Mabyn – wieś w Anglii, w Kornwalii. Leży 72 km na północny wschód od miasta Penzance i 343 km na zachód od Londynu. W 2001 miejscowość liczyła 560 mieszkańców.